# Пагаруша, Неджмие
Неджмие Пагаруша (7 мая 1933 — 7 февраля 2020) — югославская косовская певица и актриса 
(по национальности косовская албанка), которую часто называют «королевой албанской музыки».

## Биография
Родилась в небольшой деревне Пагаруша в окрестностях города Малишево, Косово . Начальную школу окончила в родном городе, затем отправилась в Белград, где три года обучалась в музыкальной школе по классу сольного исполнения. Свою музыкальную карьеру в качестве певицы начала в 1948 году на радио Приштины.
На протяжении своей почти сорокалетней музыкальной карьеры певица исполняла произведения различных жанров: от народной музыки до классики и оперных партий. В рецензиях музыкальных критиков, дававших высокие оценки её творчеству, удостаивалась различных прозвищ: «Косовский соловей» (алб. Bilbili i Kosovës), «королева албанской музыки», «мадам Баттерфляй» и подобные.
Пользовалась большой популярностью не только в Косове, но и в других европейских странах и регионах, в том числе в Албании, республиках Македония и Босния и Герцеговина, Болгарии и так далее. В этих странах, провела несколько гастрольных туров совместно с музыкальным ансамблем Shota. В Косове была удостоена почётного звания «исполнитель столетия» (алб. Këngëtare e shekullit)
Композиция Baresha является одной из наиболее популярных песен певицы. Музыка в ней была написана супругом Неджмие, Реджо Муллики, автором текста стал Рифат Кукай. Кроме того, Пагаруша исполнила множество ролей в различных спектаклях и фильмах и получила множество наград за свои актёрские работы.
Свою музыкальную карьеру Пагаруша закончила в 1984 году после проведения большого концерта в Сараеве. В 2000 году, спустя 16 лет после ухода с эстрады, ненадолго вернулась на сцену, исполнив песню Për ty на албанском телешоу. Последние годы жизни работала старшим советником по музыке на Radio Kosova и Radio Blue Sky, расположенных в Приштине.
В ноябре 2012 года из рук президента Албании Буяра Нишани получила орден «Честь нации» (алб. Nderi i Kombit).